# Parti politique futuriste
Le Parti politique futuriste (PPF) était un parti politique fondé par Filippo Tommaso Marinetti en 1918, afin d'étendre et de traduire les idéaux du mouvement futuriste en lutte politique. En 1920, il a fusionné avec les Faisceaux italiens de combat.

## Histoire

### Naissance
Avant même la Grande Guerre, les futuristes étaient intervenus dans le débat de l'époque avec trois manifestes politiques : le premier à l'occasion des élections de 1909, le deuxième en 1911 en faveur de la guerre de Libye et le troisième en 1917. Ce n'est qu'après la guerre, cependant, était-il possible de parler d'un véritable parti organisé, avec un leader politique (Marinetti lui-même) et surtout un organe de presse, le journal Roma Futurista co-dirigé par Marinetti, Emilio Settimelli et Mario Carli. Ce dernier est le trait d'union entre les futuristes et les Arditi, qui s'organisent à leur tour en formation politique et paramilitaire.

### Dans le Fasci
En décembre 1914, de nombreux futuristes participent à la fondation du Faisceau d'action révolutionnaire interventionniste d'inspiration interventionniste et syndicaliste-révolutionnaire. Après l'entrée de l'Italie dans la guerre, elle s'est effectivement dissoute et de nombreux représentants ont ensuite rejoint le Parti futuriste. Le 23 mars 1919, des représentants des groupes politiques futuristes et de l'Associazione degli Arditi ont participé à l'invitation de Benito Mussolini à la réunion de la Piazza San Sepolcro à Milan. A cette occasion, le Parti Futuriste a pratiquement fusionné avec le Combat Fasci , tout en conservant sa propre physionomie. Après la défaite des Fasci aux élections de novembre 1919Marinetti perd le goût de la politique et travaille à transformer la Rome futuriste en journal culturel, coupant "le robinet monotone et brutal des articles politiques". En réalité, les futuristes ne se sentent plus à l'aise dans un mouvement fasciste qui se fait l'interprète des propriétaires terriens, se repositionnant sur l'extrême droite. Le 28 mai 1920, lors du deuxième congrès des Fasci, Marinetti argumenta fortement avec cette évolution (« Nous arrivons vers le Carso. Mais nous n'irons pas vers la Réaction ! »), ralliant un tiers de l'assemblée à ses côtés. Le lendemain, Marinetti et d'autres représentants futuristes ont démissionné du Fasci. Il y a trois raisons, à savoir que les Fasci ont renoncé à l'idée anti-monarchiste, anticléricale et n'ont pas montré de solidarité avec les « grèves justes ». Cependant Marinetti revint au fascisme quelques années plus tard à la suite de la marche sur Rome.

## Idéologie
- L'abolition du mariage[1] avec des enfants élevés par l'État avec des fonds collectés par un impôt sur l'amour gratuit[2].
- Décentralisation bureaucratique et abolition de l'ancienneté dans les carrières de l'État.
- « Gouvernement technique sans Sénat », c'est-à-dire un conseil des jeunes composé d'une dizaine de personnes de moins de 30 ans, élues au suffrage universel direct.
- Réforme agraire semblable à celle d'Henry George.
- Égalité des sexes dans l'emploi et participation à la vie politique.
- Anticléricalisme "actif, violent et précis"[2].
- Création des "écoles du courage et du patriotisme", qui deviendront par la suite l'Opera Nazionale Balilla[3].
- Réforme pénitentiaire et abolition de la police politique.